# La Fausse Note
La Fausse Note (en néerlandais De Valse noot) est un court métrage d'animation belge en couleurs de Raoul Servais, tourné en 1963. Ce dessin animé est une vieille légende du XXe siècle.

## Synopsis
Il y avait une fois, il y a longtemps, au temps où les hommes craignaient la foudre et s'éclairaient encore à l'électricité, au temps où les maisons tout comme les navires étaient coiffés de mâts et de cheminées, au temps où les hommes connaissaient encore la faim, un pauvre joueur d'orgue dont l'instrument dégageait une fausse note. Vainement, il essayait de charmer ses contemporains. Un jour le brave homme réussit à émouvoir un cheval de bois qui versa une larme.
L'homme la recueillit précieusement et la glissa dans son orgue qui se mit à grandir et prit des proportions gigantesques, satisfaisant enfin les ambitions artistiques de son propriétaire.

## Récompenses
Ce film reçoit plusieurs prix en 1965 :
- Grand prix pour le film d'animation au 4e festival national du film belge à Anvers
- Prix Sinjaal pour le film d'animation
- Prix du deuxième Festival du film expérimental à Anvers.